# Departamento de Cafayate
El departamento de Cafayate es un departamento en la provincia de Salta, en el noroeste de Argentina.
Se encuentra en el sur de la provincia. Limita con los departamentos de San Carlos, La Viña, Guachipas y con las provincias de Tucumán y de Catamarca. Sus coordenadas lo sitúan entre los 65º38'20" y 66º11'34" Long Oeste y 25º52'00" y 26º21'15" de Lat Sur, a 1683 m s. n. m.
El departamento de Cafayate fue creado el por ley del 14 de noviembre de 1863 con parte del de San Carlos.

## Población
Según del INDEC en 2010 tuvo14.850 habitantes.
Para el censo 2022 el departamento registró 70.170 habitantes. Esto representó un aumento en la cantidad de personas del 20.1% y un leve incremento de la densidad poblacional respecto del censo anterior que era del 11.3.

## Geografía
Los principales ríos de la región son los ríos Calchaquí, de recorrido norte-sur y Santa María,  que se dirige de sur a norte. Ambos confluyen en la zona de Las Juntas o La Ciénaga dando nacimiento al río de Las Conchas, que transcurre por la quebrada homónima en dirección noreste. Sus aguas desembocan en el Embalse Cabra Corral (Presa Gral. Belgrano).

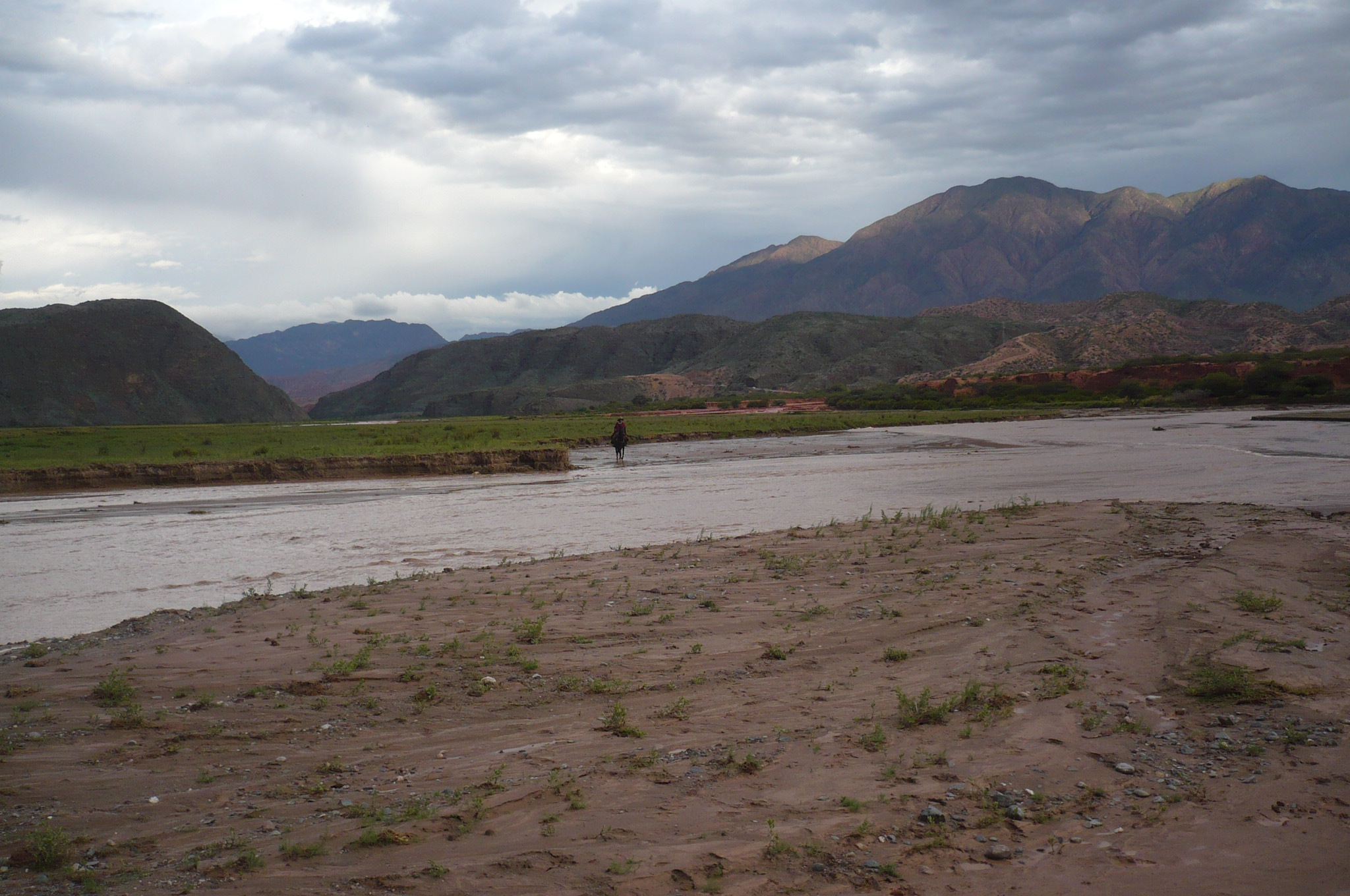
Las Juntas

## Turismo
El departamento es famoso por sus viñedos (se cultiva uva de tipo torrontés). Cafayate cuenta con numerosos atractivos, tales como un molino de maíz del siglo XVIII hecho por los jesuitas y que funciona en ocasiones especiales; y la vista de la ciudad desde el paraje denominado La Banda de Arriba. 
Numerosas opciones de alojamiento se han desarrollado en Cafayate desde hace unos años, incluyendo hoteles, hosterías y hostales. Varias agencias de turismo tienen oficinas en la ciudad para ofrecer alternativas de visitas.
Las bodegas, junto con dos importantes museos, el de Platería y el de la Vid y el Vino, ofrecen posibilidades de compenetrarse con la cultura local.
Se pueden hacer visitas gratuitas a las bodegas y degustar sus vinos. Cerca del centro de la ciudad tenemos bodegas como Bodega Nanni, con sus vinos orgánicos y su arquitectura colonial y Domingo Hnos con sus vinos en damajuana que ofrecen dichos servicios. También podemos disfrutar de los nuevos vinos de altura de la bodega "Finca Los Morros".

## Localidades y parajes
- Cafayate
- Tolombón
- Santa Bárbara

## Sismicidad
La sismicidad del área de Salta es frecuente y de intensidad baja, y un silencio sísmico de terremotos medios a graves cada 40 años.
- Sismo de 1930: aunque dicha actividad geológica catastrófica, ocurre desde épocas prehistóricas, el terremoto del 24 de diciembre de 1930 (94 años),[6] señaló un hito importante dentro de la historia de eventos sísmicos jujeños, con 6,4 Richter. Pero nada cambió extremando cuidados y/o restringiendo códigos de construcción.[5]
- Sismo de 1948: el 25 de agosto de 1948 (76 años) con 7,0 Richter, el cual destruyó edificaciones y abrió numerosas grietas en inmensas zonas.[6][5]
- Sismo de 2010: el 27 de febrero de 2010 (15 años) con 6,1 Richter.